# F-105 тандерчиф
Рипаблик F-105 Гром (енгл. Republic F-105 Thunderchief) амерички је надзвучни ловац-бомбардер који је користило Америчко ратно ваздухопловство. Способан је за лет брзинама дупло већим од брзине звука, спровео је већину мисија за бомбардовање током раних година рата у Вијетнаму; то је била једина америчка летелица која је уклоњена из борбе због високих губитака. Првобитно је дизајниран као једноседи авион за нуклеарне нападе, двоседна верзија касније је развијена за специјализовану улогу Сузбијања непријатељске одбране (енгл. Suppression of Enemy Air Defenses) против лансирних положаја ракета земља-ваздух.
Када је F-105 ушао у службу, био је то највећи једноседи борбени авион са једним мотором у историји, тежак приближно 23.000 kg. Могао је достићи брзину звука на нивоу мора и достићи брзину од 2 маха на великој надморској висини. Mогао је да носи до 6.400 kg бомби и ракета. F-105 Гром је касније замењен као ударни авион над Северним Вијетнамом авионима F-4 Фантом II и F-111.